# Martin Antonín Lublinský
Martin Antonín Lublinský (1636, Lešnice, Slezsko – 24. prosince 1690, Olomouc) byl magistr filozofie, malíř, kreslíř, inventor, umělecký poradce a sběratel, od roku 1664 člen řádu augustiniánů kanovníků v Olomouci, dlouholetý děkan kanonie.
Lublinský je považován za zakladatele moravského barokního malířství. Byl také významným kreslířem grafických listů, zejména četných univerzitních tezí.

## Galerie

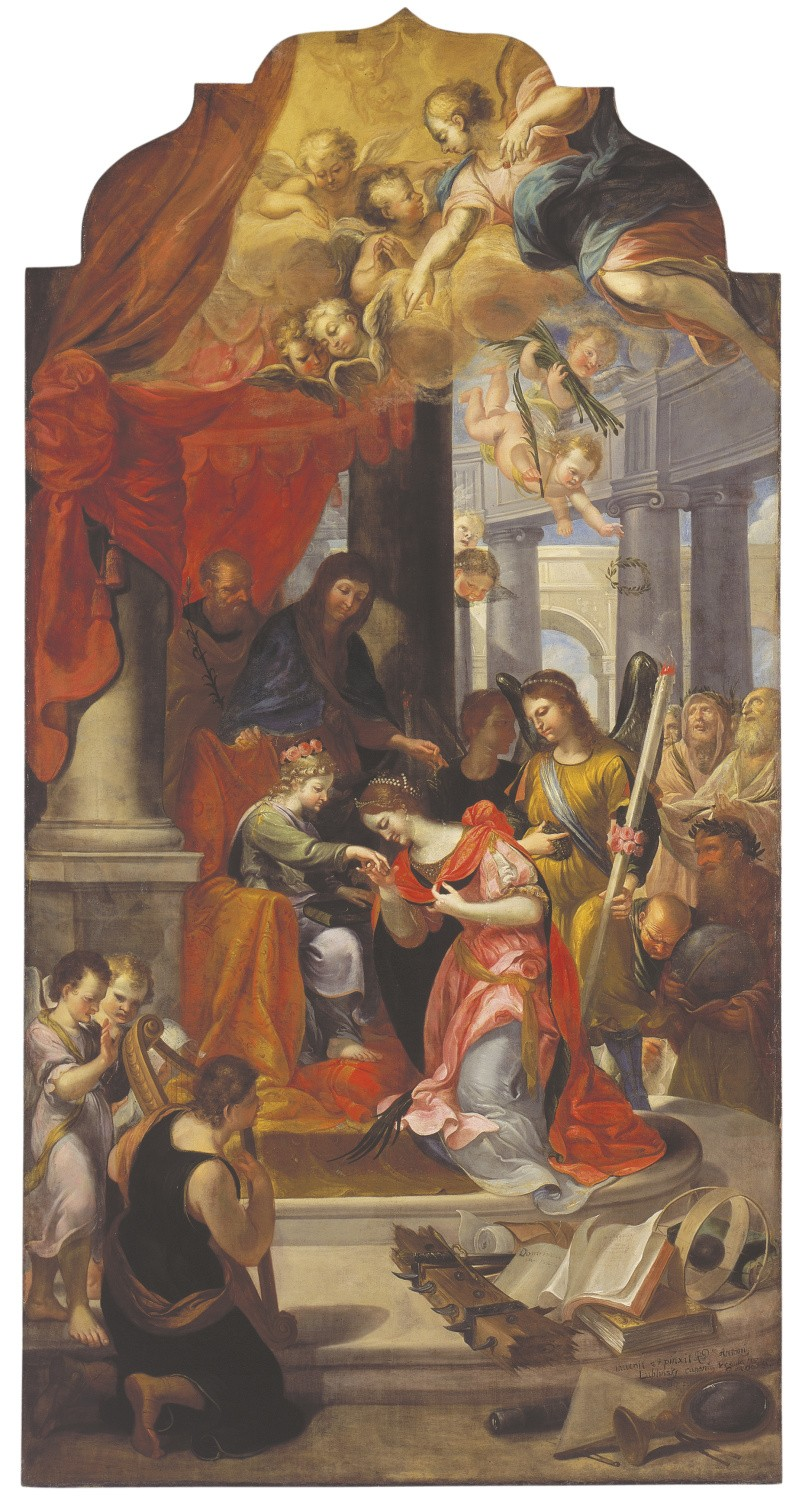
Mystické zasnoubení sv. Kateřiny Alexandrijské, 1675
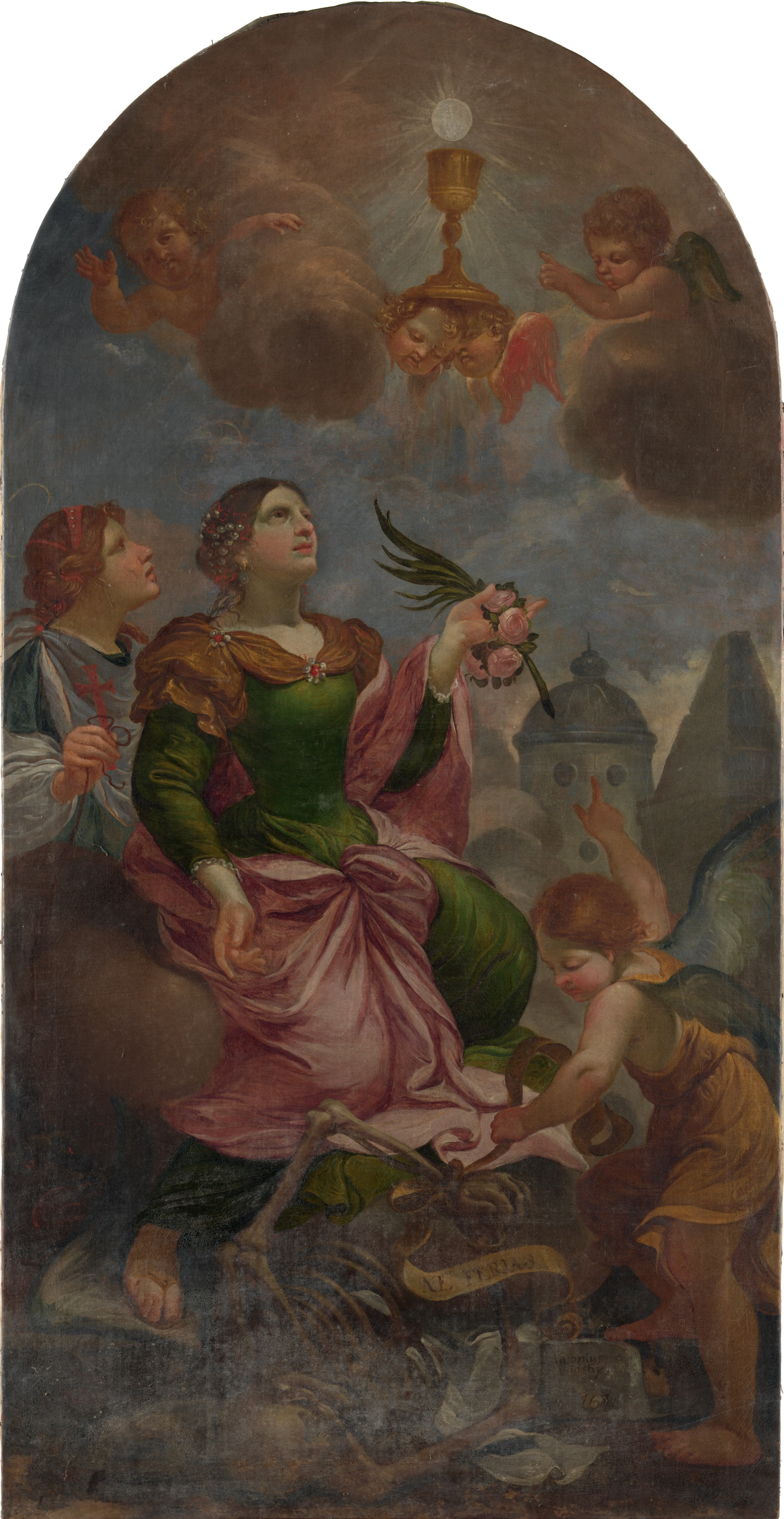
Sv. Barbora a sv. Markéta – ochránkyně proti moru, 1679
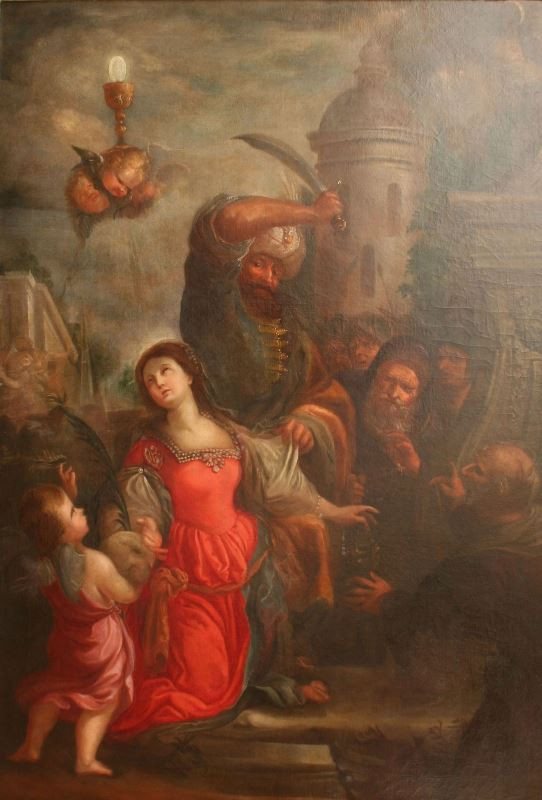
Stětí sv. Barbory, kol. 1630
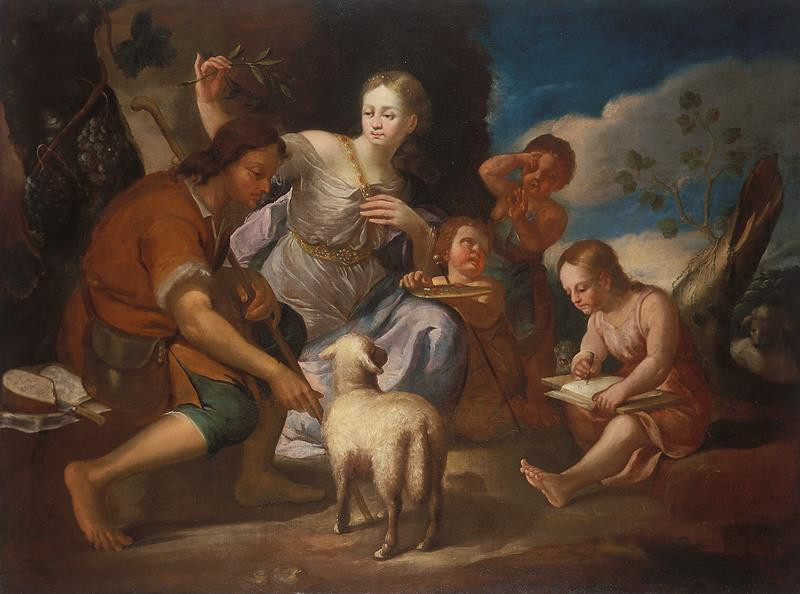
Alegorie malířství, 1679?